# Nkeiruka Onyejeocha
Nkeiruka Onyejeocha (sinh ngày 23 tháng 11 năm 1969 ) là một chính trị gia Nigeria và là thành viên của Liên bang lập hiến của bang Abia Nigeria.

## Cuộc sống ban đầu
Onyejeocha được sinh ra ở Isuochi ở bang Abia của Nigeria.

## Nghề nghiệp
Onyejeocha đại diện cho Isuikwuato/Umunneochi cử. Bà là thành viên đầu tiên của Hạ viện Liên bang năm 2007, và sau đó được bầu lại vào năm 2015. Tại Quốc hội, Onyejeocha trở thành chủ tịch phụ nữ trong quốc hội và chủ tịch Ủy ban Nhà hàng không.